# عقيل الموسوي (روائي)
عقيل محمد صالح الموسوي (مواليد 27 يناير 1966) طبيب أسنان وكاتب وروائي ومصور بحريني. معروف لروايته المثيرة للجدل أريميهر ناما.

## النشأة والتعليم والمسيرة المهنية
عقيل هو ابن السيد محمد صالح الموسوي الخطيب الشيعي والشاعر البحريني. ولد ونشأ في الأحياء القديمة بالمنامة حيث عاش طفولته وأنهى تعليمه بالكامل ثم حصل على منحة دراسية من وزارة التربية والتعليم بالبحرين لدراسة طب الأسنان في جامعة بغداد. تخرج عقيل في عام 1989 وقضى حياته كليته في العراق خلال الحرب العراقية الإيرانية.
بعد تخرجه من بغداد كان يمارس طب الأسنان في العيادات العامة وساعد في تأسيس جمعية طب الأسنان البحرينية في عام 1994 قبل حصوله على منحة دراسية أخرى للحصول على درجة الماجستير في علوم طب الأسنان من جامعة مينيسوتا. عاد في عام 1996 إلى البحرين بعد حصوله على الشهادة وأنشأ عيادته الخاصة ليصبح أحد أنجح أطباء الأسنان في البحرين في الألفية الجديدة.
حضر عقيل عدد من مؤتمرات طب الأسنان الإقليمية والدولية بين عامي 1999 و 2012.

## التصوير والسفر
عقيل كثير السفر لجميع أنحاء العالم من بعد عودته من بغداد في عام 1989 حيث يسافر ما بين مرتين إلى أربع مرات لمدن جديدة على خريطة العالم سنويا. شغفه للسفر أدت به في نهاية المطاف إلى عالم التصوير الفوتوغرافي. درس أساسيات التصوير أثناء وجوده في ولاية مينيسوتا في عام 1995 وبعد أن شارك في عدد من المؤتمرات الدولية في التصوير الفوتوغرافي والمعارض بما في ذلك مؤتمر الاتحاد الدولي لفن التصوير في الصين حيث فاز بجائزة التميز في التصوير. كما فاز بالجائزة الثانية في معرض صور البحرين الثالث في عام 2001. في عام 2003 أسس مشروع «مصور جديد» وهو مشروع مخصص للأطفال والسلام والتصوير الفوتوغرافي وفي عام 2004 قام بتنظيم معارض لصور الأطفال الفلسطينيين في بيروت والبحرين.
برز عقيل أيضا كاتب عمود منتظم في عدد من المواد الثقافية في صحيفتي الوسط والأيام منذ عام 2003.

## مسيرة التأليف
مستوحاة من اهتمامه الاستثنائي بالثقافة الإيرانية فقد قضى الموسوي 5 سنوات في دراسة تاريخ إيران الذي أثمر في نهاية المطاف كتابه الأول وهو رواية مثيرة للجدل بعنوان أريميهر ناما التي نشرها في عام 2016.

## فهرس المؤلفات
1. أريميهر ناما (2016).
2. دارا الزرادشتي (2021).